# Olešnice (Rychnov nad Kněžnou-i járás)
Olešnice település Csehországban, Rychnov nad Kněžnou-i járásban. Olešnice Hřibiny-Ledská, Častolovice, Čestice, Týniště nad Orlicí és Lično településekkel határos. Lakosainak száma 483 fő (2024. január 1.).

## Népesség
A település lakosságának változását az alábbi diagram mutatja:
| Lakosok száma | 837  | 822  | 752  | 565  | 472  | 417  | 473  | 479  | 478  | 483  |
|               | 1869 | 1890 | 1921 | 1950 | 1980 | 2001 | 2017 | 2019 | 2022 | 2024 |